# Barret Oliver
Barret Spencer Oliver (Los Ángeles, 24 de agosto de 1973) es un fotógrafo y exactor estadounidense, popular por su papel protagonista en la película The Neverending Story (1984).

## Biografía
Debutó en 1982 en un episodio de la serie de televisión Knight Rider y, dos años después, en 1984, protagonizó el cortometraje de Tim Burton Frankenweenie para los estudios Disney.
En The Neverending Story, interpretó a Bastian, un niño tímido amante de las historias de aventuras que, en una antigua librería, se encuentra con el libro homónimo y se sumerge literalmente en él.
Luego, interpretó a un niño androide en el filme D.A.R.Y.L., en 1985, trabajo que le valió el premio Saturn a la mejor interpretación de un actor joven. Ese mismo año, participó de un gran elenco de figuras del cine de Hollywood como Don Ameche, Jessica Tandy, Brian Dennehy, Jack Gilford, Steve Guttenberg y Maureen Stapleton, entre otros, en la película Cocoon, de Ron Howard.
En 1987, participó en la adaptación de El jardín secreto para la televisión estadounidense y, en 1988, repitió su personaje en Cocoon: el regreso. Un año más tarde, participó en el filme Escenas de la lucha de clases en Beverly Hills, que fue su última aparición en el cine.
En 1990, Oliver se retiró de la actuación. 
Trabaja como fotógrafo en Los Ángeles, da también clases de fotografía y expone en distintas galerías de arte. En calidad de tal, publicó el libro A History of the Woodburytype en 2007.

## Filmografía (selección)
| Año  | Título                | Título original           | Personaje           | Notas                                                                 |
| ---- | --------------------- | ------------------------- | ------------------- | --------------------------------------------------------------------- |
| 1984 | The Neverending Story | Die unendliche Geschichte | Bastian             |                                                                       |
| 1984 | Frankenweenie         | Frankenweenie             | Víctor Frankenstein | Cortometraje                                                          |
| 1985 | D.A.R.Y.L.            | D.A.R.Y.L.                | Daryl               | Recibió el premio Saturn a la mejor interpretación de un actor joven. |
| 1985 | Cocoon                | Cocoon                    | David               |                                                                       |
| 1988 | Cocoon: el regreso    | Cocoon: The Return        | David               |                                                                       |